# László Kamuti
László Kamuti (Budapest, 13 de enero de 1940-Budapest, 27 de agosto de 2020) fue un deportista húngaro que compitió en esgrima, especialista en la modalidad de florete. Ganó cuatro medallas de plata en el Campeonato Mundial de Esgrima entre los años 1961 y 1970.

## Palmarés internacional
| Campeonato Mundial | Campeonato Mundial       | Campeonato Mundial | Campeonato Mundial  |
| Año                | Lugar                    | Medalla            | Prueba              |
| ------------------ | ------------------------ | ------------------ | ------------------- |
| 1961               | Turín (Italia)           | Medalla de plata   | Florete por equipos |
| 1962               | Buenos Aires (Argentina) | Medalla de plata   | Florete por equipos |
| 1966               | Moscú (URSS)             | Medalla de plata   | Florete por equipos |
| 1970               | Ankara (Turquía)         | Medalla de plata   | Florete por equipos |